# Opération défensive stratégique balte
Front de l'Est de la Seconde Guerre mondiale
Batailles
Phase 1
- Brest-Litovsk
- Białystok–Minsk
- Pays baltes
- Raseiniai
- Brody
- Bessarabie et Bucovine du Nord
- Moguilev

Phase 2
- Smolensk
  - Roslavl-Novozybkov (en)
- Avance sur Léningrad

Phase 3
- Ouman
- Odessa
- 1re Kiev
- Tallinn
- Petrikovka (en)
- Ielnia
- Léningrad
- Mer d'Azov (en)

Phase 4
- 1re Kharkov
- Beowulf
- Donbass-Rostov (en)
- Briansk (en)
- 1re Crimée
  - Sébastopol
- Tikhvine
- 1re Rostov
- Gorki
- Moscou

L'opération défensive stratégique balte (russe : Прибалтийская стратегическая оборонительная операция) englobe les opérations de l'Armée rouge menées du 22 juin au 9 juillet 1941 sur les territoires de la Lituanie, de la Lettonie et de l'Estonie occupées en réponse à l'offensive lancée par la Wehrmacht dans le cadre de l'opération Barbarossa.

## Plan opérationnel
L'opération consiste en trois petites opérations distinctes :
Batailles défensives frontalières (22-24 juin 1941)
Bataille de Raseiniai, également connue sous le nom de contre-attaque de Kaunas
Opération de contre-offensive de Šiauliai (24-27 juin 1941)
Défense de la base navale de Hanko (22 juin-2 décembre 1941)

## Exécution
Les principales formations de l'Armée rouge de l'opération sont le front du Nord-Ouest et la flotte de la Baltique, les principales forces terrestres étant constituées de la 8e (commandant : général major Piotr Sobennikov), de la 11e (commandant : lieutenant général Vassili Morozov (ru)) et plus tard de la 27e armée.
L'opération est menée après l'alerte des forces du district militaire de la Baltique dans la matinée du 22 juin 1941, à la suite d'une attaque surprise du groupe d'armées Nord de la Wehrmacht allemande, composé des 18e, 16e armées de campagne et de la 4e Panzerarmee. et des éléments du 3e Panzerarmee, soutenus par la 1re flotte aérienne.
Le 22 juin, la 8e armée soviétique est positionnée dans le nord de la Lituanie, face à la 18e armée allemande. La 11e armée soviétique défend le reste de la frontière lituanienne avec la Prusse-Orientale et cherche à contenir les attaques de la 16e armée allemande et de la 4e Panzerarmee.
Tandis que la 8e armée soviétique se retire dans la direction Jelgava – Riga – Tartu – Narva – Pskov, la 11e armée soviétique cherche dans un premier temps à tenir le secteur Kaunas et Vilnius du front, mais est contrainte de battre en retraite le long de l'axe Daugavpils – Pskov – Novgorod. Ces retraits, bien que coûteux en personnel et en matériel, évitent les encerclements majeurs subis par les fronts au sud et réussissent à retarder suffisamment le groupe d'armées Nord pour laisser aux forces soviétiques le temps de préparer la défense de Léningrad.
L'opération ne consistait pas en un retrait unique et continu, mais était ponctuée de contre-attaques ou de contre-offensives de courte durée.

## Ordre de bataille de l'Armée rouge
Formations et unités subordonnées des armées :
- 8e armée (commandée par le major général Piotr Sobennikov)
  - 10e corps de fusiliers
    - 10e division de fusiliers
    - 48e division de fusiliers
    - 90e division de fusiliers

  - 11e corps de fusiliers
    - 11e division de fusiliers
    - 125e division de fusiliers

  - 12e corps mécanisé
    - 23e division blindée
    - 28e division blindée
    - 202e division motorisée

  - 9e brigade d'artillerie antichar
- 11e armée (commandée par le lieutenant-général Vassili Morozov (ru))
  - 16e corps de fusiliers
    - 5e division de fusiliers
    - 33e division de fusiliers
    - 188e division de fusiliers

  - 29e corps de fusiliers
    - 179e division de fusiliers
    - 184e division de fusiliers

  - 3e corps mécanisé
    - 2e division blindée
    - 5e division blindée
    - 84e division motorisée

  - 23e division de fusiliers
  - 126e division de fusiliers
  - 128e division de fusiliers
- 27e armée (commandée par le général de division Nikolaï Berzarine)
  - 22e corps de fusiliers
    - 180e division de fusiliers
    - 182e division de fusiliers

  - 24e corps de fusiliers
    - 181e division de fusiliers
    - 183e division de fusiliers
- 16e division de fusiliers
- 67e division de fusiliers
- 3e brigade de fusiliers

Front de subordination
- 65e corps de fusiliers
  - 11e division de fusiliers
  - 16e division de fusiliers
- 5e corps aéroporté (2e, 10e et 201e brigades aéroportées)
- Force aérienne du front du Nord-Ouest (commandée par L. P. Ionov)[5]
  - 4e, 6e, 7e, 8e et 57e divisions d'aviation mixtes
- 10e brigade d'artillerie antichar
- 10e, 12e et 14e brigades de défense aérienne
- 110e, 402e et 429e régiments d'artillerie de haute puissance
- Unités et sous-unités de troupes de soutien
- 1er corps de bombardiers à long rayon d'action de la réserve du Haut Commandement Suprême (réserve Stavka)

## Conséquences
Les forces soviétiques sont vaincues et contraintes de se replier. L'opération suivante, selon l'histoire officielle soviétique, fut l'opération défensive stratégique de Léningrad (10 juillet-30 septembre 1941), qui tentait d'établir un front stable le long de la ligne Narva-Novgorod.